# Eisbrecher (Band)/Diskografie
Diese Diskografie ist eine Übersicht über die musikalischen Werke der deutschen NDH-Band Eisbrecher. Ihre erfolgreichsten Veröffentlichungen sind die Studioalben Schock und Die Hölle muss warten mit je über 100.000 verkauften Einheiten.

## Alben

### Studioalben
| Jahr | Titel Musiklabel                              | Höchstplatzierung, Gesamtwochen, AuszeichnungChartplatzierungen (Jahr, Titel, Musiklabel, Platzierungen, Wochen, Auszeichnungen, Anmerkungen) | Höchstplatzierung, Gesamtwochen, AuszeichnungChartplatzierungen (Jahr, Titel, Musiklabel, Platzierungen, Wochen, Auszeichnungen, Anmerkungen) | Höchstplatzierung, Gesamtwochen, AuszeichnungChartplatzierungen (Jahr, Titel, Musiklabel, Platzierungen, Wochen, Auszeichnungen, Anmerkungen) | Anmerkungen                                               |
| Jahr | Titel Musiklabel                              | DE | AT | CH | Anmerkungen                                               |
| ---- | --------------------------------------------- | --- | --- | --- | --------------------------------------------------------- |
| 2004 | Eisbrecher Dancing Ferret Discs (DFD)         | — | — | — | Erstveröffentlichung: 26. Januar 2004                     |
| 2006 | Antikörper AFM Records (Soulfood)             | DE85 (1 Wo.)DE | — | — | Erstveröffentlichung: 20. Oktober 2006                    |
| 2008 | Sünde AFM Records (Soulfood)                  | DE18 (4 Wo.)DE | — | — | Erstveröffentlichung: 22. August 2008                     |
| 2010 | Eiszeit AFM Records (Soulfood)                | DE5 (7 Wo.)DE | AT64 (1 Wo.)AT | CH76 (1 Wo.)CH | Erstveröffentlichung: 16. April 2010                      |
| 2012 | Die Hölle muss warten Columbia Records (Sony) | DE3 Gold · (13 Wo.)DE | AT21 (3 Wo.)AT | CH16 (4 Wo.)CH | Erstveröffentlichung: 3. Februar 2012 Verkäufe: + 100.000 |
| 2015 | Schock SevenOne Music (Sony)                  | DE2 Gold · (33 Wo.)DE | AT11 (3 Wo.)AT | CH16 (3 Wo.)CH | Erstveröffentlichung: 23. Januar 2015 Verkäufe: + 100.000 |
| 2017 | Sturmfahrt RCA Records (Sony)                 | DE1 (10 Wo.)DE | AT10 (4 Wo.)AT | CH8 (4 Wo.)CH | Erstveröffentlichung: 18. August 2017                     |
| 2020 | Schicksalsmelodien RCA Records (Sony)         | DE4 (12 Wo.)DE | AT17 (1 Wo.)AT | CH27 (3 Wo.)CH | Erstveröffentlichung: 23. Oktober 2020 Coveralbum         |
| 2021 | Liebe macht Monster RCA Records (Sony)        | DE1 (13 Wo.)DE | AT4 (2 Wo.)AT | CH11 (3 Wo.)CH | Erstveröffentlichung: 12. März 2021                       |
| 2025 | Kaltfront°! Hansa Local (Sony)                | DE2 (4 Wo.)DE | AT7 (1 Wo.)AT | CH17 (1 Wo.)CH | Erstveröffentlichung: 14. März 2025                       |

### Livealben
| Jahr | Titel Musiklabel                                 | Höchstplatzierung, Gesamtwochen, AuszeichnungChartplatzierungen (Jahr, Titel, Musiklabel, Platzierungen, Wochen, Auszeichnungen, Anmerkungen) | Höchstplatzierung, Gesamtwochen, AuszeichnungChartplatzierungen (Jahr, Titel, Musiklabel, Platzierungen, Wochen, Auszeichnungen, Anmerkungen) | Höchstplatzierung, Gesamtwochen, AuszeichnungChartplatzierungen (Jahr, Titel, Musiklabel, Platzierungen, Wochen, Auszeichnungen, Anmerkungen) | Anmerkungen                                                                  |
| Jahr | Titel Musiklabel                                 | DE | AT | CH | Anmerkungen                                                                  |
| ---- | ------------------------------------------------ | --- | --- | --- | ---------------------------------------------------------------------------- |
| 2015 | Schock – Live RCA Records (Sony)                 | DE*DE | AT**AT | CH**CH | Erstveröffentlichung: 25. September 2015 * siehe Schock; ** siehe Videoalbum |
| 2020 | Live: Mera Luna Festival 2018 RCA Records (Sony) | — | — | — | Erstveröffentlichung: 17. April 2020                                         |

### Kompilationen
| Jahr | Titel Musiklabel                                    | Höchstplatzierung, Gesamtwochen, AuszeichnungChartplatzierungen (Jahr, Titel, Musiklabel, Platzierungen, Wochen, Auszeichnungen, Anmerkungen) | Höchstplatzierung, Gesamtwochen, AuszeichnungChartplatzierungen (Jahr, Titel, Musiklabel, Platzierungen, Wochen, Auszeichnungen, Anmerkungen) | Höchstplatzierung, Gesamtwochen, AuszeichnungChartplatzierungen (Jahr, Titel, Musiklabel, Platzierungen, Wochen, Auszeichnungen, Anmerkungen) | Anmerkungen                                                                     |
| Jahr | Titel Musiklabel                                    | DE | AT | CH | Anmerkungen                                                                     |
| ---- | --------------------------------------------------- | --- | --- | --- | ------------------------------------------------------------------------------- |
| 2011 | Eiskalt AFM Records (Soulfood)                      | DE69 (3 Wo.)DE | — | — | Erstveröffentlichung: 29. April 2011                                            |
| 2014 | Zehn Jahre kalt Metropolis Records (MET)            | — | — | — | Erstveröffentlichung: 11. März 2014 Veröffentlichung in den Vereinigten Staaten |
| 2018 | Ewiges Eis – 15 Jahre Eisbrecher RCA Records (Sony) | DE6 (5 Wo.)DE | AT59 (1 Wo.)AT | CH95 (1 Wo.)CH | Erstveröffentlichung: 5. Oktober 2018                                           |
| 2023 | Es bleibt kalt°! (2003–2023) Sony Music (Sony)      | DE9 (2 Wo.)DE | — | — | Erstveröffentlichung: 18. August 2023                                           |

## Singles
| Jahr | Titel Album                                                | Höchstplatzierung, Gesamtwochen, AuszeichnungChartplatzierungen (Jahr, Titel, Album, Platzierungen, Wochen, Auszeichnungen, Anmerkungen) | Höchstplatzierung, Gesamtwochen, AuszeichnungChartplatzierungen (Jahr, Titel, Album, Platzierungen, Wochen, Auszeichnungen, Anmerkungen) | Höchstplatzierung, Gesamtwochen, AuszeichnungChartplatzierungen (Jahr, Titel, Album, Platzierungen, Wochen, Auszeichnungen, Anmerkungen) | Anmerkungen                                                                      |
| Jahr | Titel Album                                                | DE | AT | CH | Anmerkungen                                                                      |
| ---- | ---------------------------------------------------------- | --- | --- | --- | -------------------------------------------------------------------------------- |
| 2003 | Mein Blut Eisbrecher                                       | — | — | — | Erstveröffentlichung: 16. Juni 2003                                              |
| 2003 | Fanatica Eisbrecher                                        | — | — | — | Erstveröffentlichung: 22. September 2003                                         |
| 2006 | Leider Antikörper                                          | — | — | — | Erstveröffentlichung: 14. Juli 2006                                              |
| 2006 | Vergissmeinnicht Antikörper                                | — | — | — | Erstveröffentlichung: 25. August 2006                                            |
| 2008 | Kann denn Liebe Sünde sein? Sünde                          | — | — | — | Erstveröffentlichung: 18. Juli 2008                                              |
| 2010 | Eiszeit                                                    | DE84 (1 Wo.)DE | — | — | Erstveröffentlichung: 19. März 2010                                              |
| 2012 | Verrückt Die Hölle muss warten                             | DE43 (3 Wo.)DE | — | — | Erstveröffentlichung: 20. Januar 2012                                            |
| 2012 | Die Hölle muss warten                                      | — | — | — | Erstveröffentlichung: Februar 2012                                               |
| 2013 | 10 Jahre Eisbrecher Ewiges Eis – 15 Jahre Eisbrecher       | — | — | — | Erstveröffentlichung: 29. November 2013 Inhalt: Eisbrecher 2013 / Adrenalin 2013 |
| 2015 | 1.000 Narben Schock                                        | — | — | — | Erstveröffentlichung: 9. Januar 2015                                             |
| 2015 | Rot wie die Liebe Schock                                   | — | — | — | Erstveröffentlichung: 12. Juni 2015                                              |
| 2015 | Volle Kraft voraus Schock                                  | — | — | — | Erstveröffentlichung: 21. August 2015                                            |
| 2015 | Schock                                                     | — | — | — | Erstveröffentlichung: 11. September 2015                                         |
| 2017 | Was ist hier los? Sturmfahrt                               | — | — | — | Erstveröffentlichung: 23. Juni 2017                                              |
| 2017 | In einem Boot Sturmfahrt                                   | — | — | — | Erstveröffentlichung: 11. August 2017                                            |
| 2018 | Das Gesetz Sturmfahrt                                      | — | — | — | Erstveröffentlichung: 8. Juni 2018                                               |
| 2020 | Stossgebet Schicksalsmelodien                              | — | — | — | Erstveröffentlichung: 21. Mai 2020 Original: Powerwolf                           |
| 2020 | Skandal im Sperrbezirk Schicksalsmelodien                  | — | — | — | Erstveröffentlichung: 18. September 2020 Original: Spider Murphy Gang            |
| 2020 | Anna – Lassmichrein Lassmichraus Schicksalsmelodien        | — | — | — | Erstveröffentlichung: 7. Oktober 2020 Original: Trio                             |
| 2021 | FAKK Liebe macht Monster                                   | — | — | — | Erstveröffentlichung: 15. Januar 2021                                            |
| 2021 | Es lohnt sich nicht ein Mensch zu sein Liebe macht Monster | — | — | — | Erstveröffentlichung: 10. Februar 2021                                           |
| 2021 | Im Guten im Bösen Liebe macht Monster                      | — | — | — | Erstveröffentlichung: 26. Februar 2021                                           |
| 2024 | Tränen lügen nicht Kaltfront°!                             | — | — | — | Erstveröffentlichung: 21. November 2024 Original: Ciro Dammicco – Soleado        |
| 2024 | Everything Is wunderbar Kaltfront°!                        | — | — | — | Erstveröffentlichung: 29. November 2024                                          |
| 2025 | Kaltfront Kaltfront°!                                      | — | — | — | Erstveröffentlichung: 24. Januar 2025                                            |
| 2025 | Auf die Zunge Kaltfront°!                                  | — | — | — | Erstveröffentlichung: 28. Februar 2025 feat. Schattenmann                        |

## Videoalben und Musikvideos

### Videoalben
| Jahr | Titel Musiklabel                 | Höchstplatzierung, Gesamtwochen, AuszeichnungChartplatzierungen (Jahr, Titel, Musiklabel, Platzierungen, Wochen, Auszeichnungen, Anmerkungen) | Höchstplatzierung, Gesamtwochen, AuszeichnungChartplatzierungen (Jahr, Titel, Musiklabel, Platzierungen, Wochen, Auszeichnungen, Anmerkungen) | Höchstplatzierung, Gesamtwochen, AuszeichnungChartplatzierungen (Jahr, Titel, Musiklabel, Platzierungen, Wochen, Auszeichnungen, Anmerkungen) | Anmerkungen                                             |
| Jahr | Titel Musiklabel                 | DE | AT | CH | Anmerkungen                                             |
| ---- | -------------------------------- | --- | --- | --- | ------------------------------------------------------- |
| 2015 | Schock – Live RCA Records (Sony) | DE*DE | AT7 (1 Wo.)AT | CH7 (1 Wo.)CH | Erstveröffentlichung: 25. September 2015 * siehe Schock |

### Musikvideos
| Jahr | Titel                   | Regisseur(e)                    |
| ---- | ----------------------- | ------------------------------- |
| 2004 | Schwarze Witwe          | Kalle Spanner                   |
| 2004 | Willkommen im Nichts    |                                 |
| 2006 | Vergissmeinnicht        |                                 |
| 2010 | Eiszeit                 |                                 |
| 2011 | Verrückt                | Florian Meimberg                |
| 2012 | Die Hölle muss warten   |                                 |
| 2012 | Miststück 2012          | Robby Elia                      |
| 2014 | Zwischen uns            | Heiko Dietz                     |
| 2015 | Rot wie die Liebe       | Michel Briegel                  |
| 2017 | Was ist hier los?       | Andreas richter                 |
| 2018 | Das Gesetz              | 3HE Studios Media               |
| 2020 | Stossgebet              | Holger Fichtner, Alex Wesselsky |
| 2020 | Skandal im Sperrbezirk  | Mikis Fontagnier                |
| 2021 | FAKK                    | Mikis Fontagnier                |
| 2021 | Im Guten im Bösen       | Mikis Fontagnier                |
| 2024 | Tränen lügen nicht      | Holger Fichtner                 |
| 2024 | Everything Is wunderbar | Holger Fichtner                 |
| 2025 | Meine Liebe ist Gift    | Marcel Brell                    |
| 2025 | Auf die Zunge           | Holger Fichtner                 |

## Sonderveröffentlichungen

### Alben
| Jahr | Titel Musiklabel                                      | Anmerkungen |
| ---- | ----------------------------------------------------- | --- |
| 2016 | Schock – TourEdition 2016 SevenOne Music (Sony Music) | Erstveröffentlichung: 11. März 2016 Inhalt: Schock, Schock – Live + Volle Kraft voraus; Verkäufe werden Schock hinzuaddiert |

| Jahr | Titel Musiklabel                     | Anmerkungen                                                                                   |
| ---- | ------------------------------------ | --------------------------------------------------------------------------------------------- |
| 2020 | On the Rocks – One Sony Music (Sony) | Erstveröffentlichung: 6. November 2020 ursprünglich als Teil von Black Box One veröffentlicht |

### Lieder
| Jahr | Titel Album                                          | Anmerkungen                                                      |
| ---- | ---------------------------------------------------- | ---------------------------------------------------------------- |
| 2019 | Gott muss ein Seemann sein (Unplugged) MTV Unplugged | Erstveröffentlichung: 18. Oktober 2019 Santiano feat. Eisbrecher |
| 2025 | Meine Liebe ist Gift                                 | Erstveröffentlichung: 14. Februar 2025 Sotiria feat. Eisbrecher  |

| Jahr | Titel Album                                                     | Anmerkungen                                                |
| ---- | --------------------------------------------------------------- | ---------------------------------------------------------- |
| 2012 | The Last Dance (Eisbrecher Mix) The Great Escape                | Erstveröffentlichung: 2012 Interpretation: A Life Divided  |
| 2014 | Silence (Eisbrecher Remix) –                                    | Erstveröffentlichung: 2014 Interpretation: Neuroticfish    |
| 2014 | Lippenstift (Eisbrecher Neumischung) 1                          | Erstveröffentlichung: 2014 Interpretation: Gabi Delgado    |
| 2014 | Kämpfen wir! (Eisbrecher Remix) Abby (The Compilation Part 4.1) | Erstveröffentlichung: 2014 Interpretation: Subway to Sally |
| 2016 | Agony (Eisbrecher Remix) –                                      | Erstveröffentlichung: 2016 Interpretation: Neuroticfish    |

### Videoalben
| Jahr | Titel Musiklabel                                               | Anmerkungen |
| ---- | -------------------------------------------------------------- | --- |
| 2010 | Eiszeit (Limited Edition) AFM Records (Soulfood)               | Erstveröffentlichung: 16. April 2010 erweiterte Fassung mit Bonus-DVD; Verkäufe werden Eiszeit hinzuaddiert                |
| 2012 | Die Hölle muss warten (Deluxe Edition) Columbia Records (Sony) | Erstveröffentlichung: 3. Februar 2012 erweiterte Fassung mit Bonus-DVD; Verkäufe werden Die Hölle muss warten hinzuaddiert |

## Promoveröffentlichungen
| Jahr | Titel Album                                              | Anmerkungen                                                                        |
| ---- | -------------------------------------------------------- | ---------------------------------------------------------------------------------- |
| 2004 | Schwarze Witwe Eisbrecher                                | Erstveröffentlichung: 2004                                                         |
| 2006 | Leider / Vergissmeinnicht Antikörper                     | Erstveröffentlichung: September 2006 Doppel-A-Seite in den Vereinigten Staaten     |
| 2012 | Prototyp Die Hölle muss warten                           | Erstveröffentlichung: 2012                                                         |
| 2012 | Miststück 2012 / Metall Ewiges Eis – 15 Jahre Eisbrecher | Erstveröffentlichung: 2012                                                         |
| 2014 | Zwischen uns Schock                                      | Erstveröffentlichung: 2014                                                         |
| 2016 | Wir sind Gold –                                          | Erstveröffentlichung: April 2016 während der Volle Kraft voraus Tour 2016 verteilt |
| 2021 | Maximum Monster –                                        | Erstveröffentlichung: 10. März 2021 CD-Beilage im Metal Hammer 04/21               |

## Boxsets
| Jahr | Titel Musiklabel                | Anmerkungen                             |
| ---- | ------------------------------- | --------------------------------------- |
| 2018 | Black Box One Sony Music (Sony) | Erstveröffentlichung: 16. November 2018 |

## Statistik

### Chartauswertung
|                     | DE     | AT    | CH    |
| ------------------- | ------ | ----- | ----- |
| Nummer-eins-Alben   | DE2DE  | AT—AT | CH—CH |
| Top-10-Alben        | DE9DE  | AT3AT | CH1CH |
| Alben in den Charts | DE12DE | AT8AT | CH8CH |

|                       | DE    | AT    | CH    |
| --------------------- | ----- | ----- | ----- |
| Nummer-eins-Singles   | DE—DE | AT—AT | CH—CH |
| Top-10-Singles        | DE—DE | AT—AT | CH—CH |
| Singles in den Charts | DE2DE | AT—AT | CH—CH |

### Auszeichnungen für Musikverkäufe
Anmerkung: Auszeichnungen in Ländern aus den Charttabellen bzw. Chartboxen sind in ebendiesen zu finden.
| Land/RegionAuszeichnungen für Musikverkäufe (Land/Region, Auszeichnungen, Verkäufe, Quellen) | Gold     | Platin | Verkäufe | Quellen           |
| -------------------------------------------------------------------------------------------- | -------- | ------ | -------- | ----------------- |
| Deutschland (BVMI)                                                                           | 2× Gold2 | —      | 200.000  | musikindustrie.de |
| Insgesamt                                                                                    | 2× Gold2 | —      |          |                   |